# آب‌انبار شاه علی
آب‌انبار شاه علی مربوط به دوره صفوی است و در تفت، خیابان آموزش و پرورش، جنب حسینه گرمسیری واقع شده و این اثر در تاریخ ۹ اردیبهشت ۱۳۸۲ با شمارهٔ ثبت ۸۵۶۶ به‌عنوان یکی از آثار ملی ایران به ثبت رسیده‌است.